# Sanne Bruinier
Jeanne Marie (Sanne) Bruinier (Den Haag, 12 oktober 1875 - aldaar, 26 oktober 1951) was een Nederlands vertaalster, kunstenares en antroposofe. 

## Biografie
Bruinier werd geboren in een patriciërsfamilie in Den Haag. Rond 1900 ondernam Bruinier enkele reizen, dit ging gepaard met het maken van reistekeningen en kunststudies.  
Eind 1900 maakte Brunier in Parijs op de Académie Colarossi kennis met Paula Modersohn-Becker. Rond kerst stuurde Modersohn-Becker een brief naar Bruinier, waarin ze schreef dat ze haar graag beter wilde leren kennen. Echter, verder contact tussen de twee kunstenaressen is niet bekend.  
Ook leerde ze in Parijs de schilder Kees van Dongen kennen, die uiteindelijk bij Bruinier in Scheveningen kwam logeren. Bruinier, die al een affaire had met de beeldhouwer Johan Thorn Prikker, was vaak samen met Van Dongen. De aanwezigheid van Van Dongen leidde tot ergernis bij Thorn Prikker. Bruinier leed gedurende een groot deel van haar leven aan hoofdpijn. In 1902 belandde ze bij de psychiater Jaap Wiardi Beckman in Nijmegen (de vader van de latere verzetsstrijder Herman Bernard Wiardi Beckman), mogelijk mede vanwege problemen in haar relatie met Thorn Prikker. Hier ontmoette Bruinier de kunstschilderes Bertha van Hasselt, die daar ook patiënt was. Twee decennia later heeft Van Hasselt verschillende keren Bruinier geportretteerd.  
In 1901 reisde Bruinier af naar Florence voor studie. Hier tekende ze vooral kinderportretten en landschapsgezichten. Ook schreef ze reisindrukken voor de bladen Hoofd en hart en de Hollandsche lelie. 

### Polen en antroposofie
In 1903 vertrok Bruinier naar Polen, waar ze zich in Warschau vestigde. Hier werkte ze in het decoratieatelier van Antonina Dunin en Cecylia Chalus. In Warschau sluit ze zich aan bij de Duitse sectie van de Theosofische Vereniging. Deze sectie splitste zich in 1913 af en wierp zich op een nieuw concept: de antroposofie. Vanuit deze kring ontmoette Bruinier in Berlijn Rudolf Steiner. Steiner was bezig met de bouw van een conferentiegebouw in Dornach (Zwitserland), het  Goetheanum. Op uitnodiging kwam Bruinier naar Dornach om met haar schilderkunst een bijdrage te leveren aan het Goetheanum. Op oudejaarsnacht van 1922 werd het Goetheanum, dat grotendeels uit hout bestond, door brand verwoest, waarbij ook de wandschilderingen van Bruinier en veel van haar tekeningen verloren gingen. Bruinier was toen vanwege haar gezondheid vermoedelijk al naar Nederland teruggekeerd.

### Literaire bezigheden
In Den Haag gaf Bruinier les in Engels, Duits en Frans, daarnaast werd ze actief als vertaalster: ze vertaalde werk van Schiller, Rudolf Steiner en Christian Morgenstern en ook kerstspelen. Het kerstspel uit Oberufer werd vele malen nagedrukt en opgevoerd op Vrije Scholen. Ook schreef ze alliteratie-oefeningen voor euritmielessen.
Bruinier overleed na een lang ziekbed in 1951. 

### Brievenpublikatie
Bruinier was de oudtante van Emanuel Zeylmans van Emmichoven, de ex-man van schrijfster en hoogleraar criminologie Catharina Irma Dessaur, die onder meer schreef onder het pseudoniem Andreas Burnier. Met Caroline van Tuyll van Serooskerken bezorgde Burnier in 1993 de uitgave van de brieven van Sanne Bruinier aan haar zuster Hèlene uit de jaren 1900 tot 1902. Burnier ontkende overigens dat ze bij de keuze van haar pseudoniem was geïnspireerd door de achternaam Bruinier.